# 해저드 마을의 듀크 가족 (2005년 영화)
해저드 마을의 듀크 가족(The Dukes Of Hazzard)은 미국에서 제작된 제이 챈드라세카 감독의 2005년 액션, 코미디, 모험 영화이다. 조니 녹스빌 등이 주연으로 출연하였고 빌 게버 등이 제작에 참여하였다.

## 출연

### 주연
- 조니 녹스빌
- 숀 윌리엄 스코트

### 조연
- 앨리스 그렉진
- 스티브 레미
- 마이클 웨스톤
- 제시카 심슨

## 제작진
- 원조: 가이 월드론
- 미술: 존 게리 스틸
- 의상: 제네비에브 타이렐
- 배역: 리사 매 핀캐논
- 배역: 마리 베뉴